# Куулар, Начын Сергеевич
Начын Сергеевич Куулар (тув. Начын Сергей оглу Куулар, род. 9 июня 1995 год, Кызыл, Тыва, Россия) — российский и казахстанский. борец вольного стиля, призёр чемпионатов Европы.

## Биография
Родился в 1995 году. В 2015 году в Стамбуле стал победителем Первенства Европы среди юниоров.
В 2016, 2017 и 2018 годах становился победителем чемпионата мира среди военнослужащих. В 2019 году в Бухаресте стал бронзовым призёром чемпионата Европы.
Так же победитель Первенство мира среди спортсменов до 23 лет 2017.  в 2018 году стал чемпионом Европы u23
В 2024 году начал представлять сборную Казахстана. В начале февраля 2024 года выступил на чемпионате Казахстана, где стал бронзовым призёром. 
Чемпион Кубка Казахстана 2024 в  весе 70кг